# Titus Petronius Secundus
 Titus Petronius Secundus  (* vielleicht um 40; † 97) war ein römischer Ritter, Präfekt von Ägypten und als Prätorianerpräfekt an der Ermordung Domitians beteiligt.

## Herkunft und Familie
Über die Herkunft des Titus Petronius Secundus, insbesondere über eine Abstammung von dem ägyptischen Präfekten Publius Petronius ist nichts bekannt, sein Amt als Präfekt von Ägypten zeigt aber, dass er dem Ritterstand angehörte.

## Laufbahn

### praefectus Aegypti
Wohl von 92 bis 93 war Titus Petronius Secundus als Nachfolger von Marcus Mettius Rufus praefectus Aegypti.
In dieser Funktion besuchte er am 14. März 92 n. Chr. den Memnonskoloss in Oberägypten, den er bei Sonnenaufgang tönen hörte und dies in einer lateinischen Inschrift mit griechischen Versen in den rechten Fuß der monumentalen Skulptur einmeißeln ließ:
Imp(eratore) Domitiano /
Caesare Aug(usto) German(ico) XVI c(onsule) /
T(itus) Petronius Secundus pr(aefectus) Aeg(ypti) /
audit Memnonem hora I pr(idie) Idus Mart(ias) /
et honoravit cum versibus Graecis /
infra scriptis /
φθέγξαο Λατοΐδα, σὸν γὰρ μέρος ὧδε κάθηται /
Μέμνων, ἀκτεῖσιν βαλλόμενος πυρίναις /
curante T(ito) Attio Musa prae[f(ectus)] coh(ortis) II /
Thebaeor(um)
Eine weitere Inschrift stammt vom 7. April 93 und der Name erscheint auch (ohne Amtstitel) in zwei Papyri. Sein Nachfolger in der Leitung Ägyptens war Marcus Iunius Rufus.

### praefectus praetorio
Dass Titus Petronius Secundus nach seiner Amtszeit als Präfekt von Ägypten zum Prätorianerpräfekten (praefectus praetorio) befördert wurde, war nicht ungewöhnlich.
Zusammen mit seinen Präfektenkollegen Norbanus und zusammen mit Domitia Longina, der Gattin Domitians, war er in die Verschwörung gegen den Kaiser eingeweiht und beteiligte sich an dessen Ermordung am 18. September 96, entweder weil „gewisse Anklagen“ gegen ihn vorlagen oder er solche befürchten musste. Ein anderer Bericht behauptet, Domitian habe, misstrauisch geworden, die Verschwörer zugleich hinrichten lassen wollen. Ihre Namen habe er auf einem Notiztäfelchen eingetragen, das er unter dem Kopfkissen versteckte. Dort nahm es einer seiner nackten 'Wisperknaben', bei dem es Domitia fand, die sofort die Verschwörer unterrichtete. Bevor man sich daranmachte, Domitian zu beseitigen, wählte man Nerva als Nachfolger.
Dieser verdankte den Bemühungen des Petronius Secundus also seine Erhebung zum Kaiser. Als die Prätorianer im folgenden Jahr (97) unter Führung des Casperius Aelianus gegen den neuen Kaiser meuterten, musste Nerva ihnen die Mörder Domitians, darunter auch Petronius Secundus, ausliefern und ihre Ermordung zulassen.